# Veronica orsiniana
Veronica orsiniana là một loài thực vật có hoa trong họ Mã đề. Loài này được Ten. miêu tả khoa học đầu tiên năm 1826.

## Hình ảnh

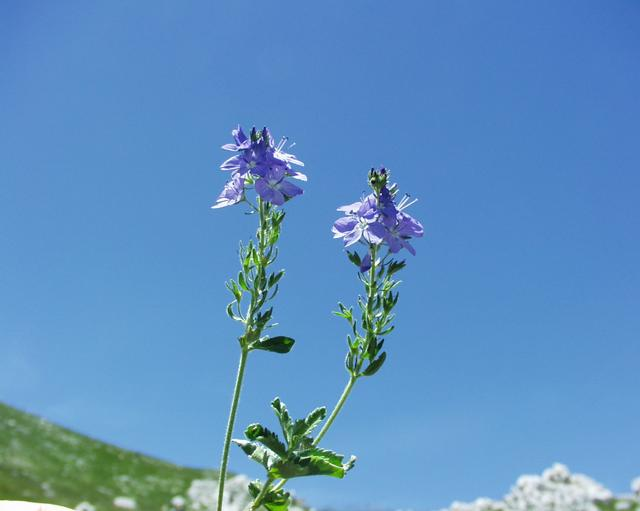
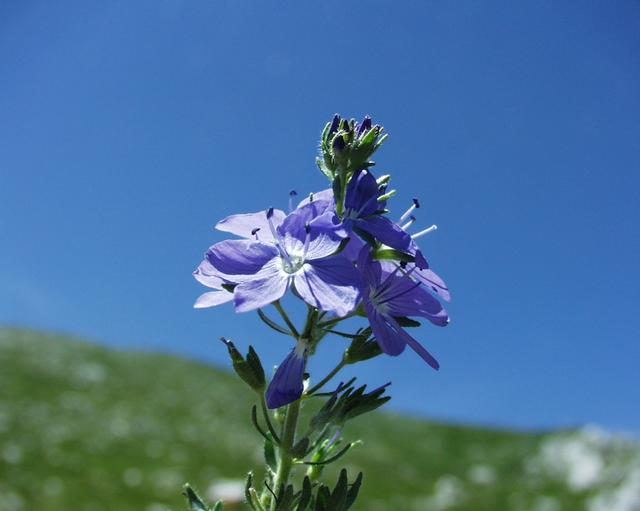